# Chengguan (Lanzhou)
Chengguan is een district in de Chinese prefectuurstad Lanzhou. Het moet niet verward worden met het andere Chengguan, zijnde een grote gemeente in het Lanzhouse arrondissement Shandan.
In Chengguan zijn onder meer de Xibei Volksuniversiteit en de Universiteit van Lanzhou.
Chengguan wordt verdeeld in 24 grote gemeenten, 129 inwonersgemeenschappen en 39 dorpen.